# Kalanchoe pareikiana
Kalanchoe pareikiana és una espècie de planta suculenta del gènere Kalanchoe, de la família de les Crassulaceae.

## Descripció
És una planta nana, perenne, tupida, de tija i fulles glabres, inflorescència lleugerament glandular peluda.
Les tiges són cilíndriques, verticals, de 5 a 10 cm d'alçada, de 4 a 5 mm de diàmetre, les tiges joves lleugerament vermelloses, glabres o glabres.
Les fulles són oposades-decussades o disposades de manera irregular, formant una roseta a la part superior de les tiges, lanceolades a ovades-lanceolades, fortament en forma de cullera, àpex obtús, base atenuada, de 8 a 20 mm de llarg i de 5 a 6 mm d'ample, més amples per sobre de la meitat, glabres, carnoses, molt gruixudes, de color verd oliva, amb marges sencers o lleugerament crenulats, de color vermell marronós, subpeciolades, pecíol de 5 a 7 mm de llarg, atenuat, de 2 mm de gruix a la base, de 3,5 mm a la part superior.
Les branques de flor de 3 a 6 cm de llarg, fulles espaiades de manera irregular, peduncle cilíndric, de 15 a 20 mm de llarg.
Les inflorescències són terminals, verticals, bípares, de poques flors, bràctees semblants a les fulles, molt gruixudes i carnoses, de 1 a 2 mm de llarg, glabres o lleugerament glandulars, pedicels de 4 a 7 mm de llarg, glabres o amb algunes glàndules.
Les flors són erectes, de 8 a 10 mm de llarg, de color crema pàl·lid, glabres o glabrescentes excepte el calze que és clarament però no densament glandulífer, carnós, tub molt curt: de 0,7 a 0,8 mm; sèpals ovats, obtusos, de 2 a 2,5 mm de llarg, molt gruixuts, aferrats a la corol·la que fa de 8 a 9 mm de llarg, glabre i té una estructura complexa: consta de dues parts molt diferents; la part inferior és una esfera aplanada, d'uns 6 mm de diàmetre i 4 mm d'alçada, la part superior un tub cilíndric, de diàmetre quadrangular, d'uns 4 mm d'alçada i uns 4 mm de diàmetre, molt gruixut i carnós, lòbuls ovats, obtusos, de 2 a 2,5 mm llarg, gruixuts, groguencs, verticals, rígids.

## Distribució
Planta endèmica del nord de Madagascar (Massís d'Ankarana).

## Taxonomia
Kalanchoe pareikiana va ser descrita per Bernard Marie Descoings i John Jacob Lavranos (Desc. & Lavranos) i publicada a Crassulaceae madecassae novae 10–13, pl. 3 [photo]. 2005.

### Etimologia
Kalanchoe: nom genèric que deriva de la paraula cantonesa "Kalan Chauhuy", 伽藍菜 que significa 'allò que cau i creix'.
pareikiana: epítet atorgat en honor del naturalista alemany York Pareik, que va ser el primer en recol·lectar la planta.